# 尼岡氏角魴鮄
尼岡氏角魴鮄，為輻鰭魚綱鮋形目牛尾魚亞目角魚科的其中一種，分布於西印度洋區的肯亞海域，棲息深度156-187公尺，體長可達13.9公分，為底棲性魚類，屬肉食性。

## 擴展閱讀
維基物種上的相關：尼岡氏角魴鮄